# Framed
Pour les articles homonymes, voir Framed (homonymie).
Albums de Sensational Alex Harvey Band
Next...
(1973)
Framed, sorti au début de 1973, est le premier album du groupe de rock écossais Sensational Alex Harvey Band.

## L'album
Premier album du Sensational Alex Harvey Band enregistré en décembre 1972.
À l'exception de deux titres, toutes les compositions sont du groupe. Certains titres ont été repris de la précédente carrière des différents musiciens. Midnight Moses et Hammer Song sont de vieux morceaux d'Alex Harvey et St. Anthony faisait partie du répertoire de Tear Gas.

## Les musiciens
- Alex Harvey : voix
- Zal Cleminson : guitare
- Chris Glen : basse
- Ted McKenna : batterie
- Hugh McKenna : claviers

## Les titres
1. Framed - 4 min 54 s
2. Hammer Song - 4 min 05 s
3. Midnight Moses - 4 min 24 s
4. Isobel Goudie - 7 min 31 s
5. Buff's Bar Blues - 3 min 06 s
6. I Just Want to Make Love to You - 6 min 38 s
7. Hole in Her Stocking - 4 min 41 s
8. There's No Lights on the Christmas Tree Mother, They're Burning Big Louis Tonight - 3 min 46 s
9. St. Anthony - 4 min 41 s

## Informations sur le contenu de l'album
- Phil Kenzie interprète les parties de saxo.
- Framed est un titre écrit par le duo Jerry Leiber et Mike Stoller en 1954 pour les Robins.
- Hammer Song a été repris par Nick Cave and the Bad Seeds sur l'album Kicking Against the Pricks (1986).
- Isobel Goudie est un morceau composé de trois mouvements.
- I just want to make love to you est un titre écrit par Willie Dixon en 1959 pour Muddy Waters.
- There's No Lights on the Christmas Tree Mother, They're Burning Big Louis Tonight est sorti en single en 1972.